# بیمارستان داکا شیشو
بیمارستان داکا شیشو (به لاتین: Dhaka Shishu Hospital) یک بیمارستان در بنگلادش است که در داکا واقع شده است.